# 弦 (数学)

赤い線分 BX はこの円の弦である。（線分 AB は円の直径）

初等幾何学における円の弦（げん、英: chord）は、その円周上に両端点を持つ線分を言う。弦を無限に延長して得られる直線を、割線と呼ぶ。より一般に、任意の曲線（例えば楕円）において、その曲線上の二点を結ぶ線分を、その曲線上の弦と総称する。円の中心を通る弦はその円の直径である。任意の直径は弦であるが、任意の弦が直径となるわけではない。

- 直径 (Diameter)
- 半径 (Radius)
- 弦 (Chord)
- 割線 (Secant)
- 接線 (Tangent)

## 円の弦
円の弦に関する性質には、例えば以下のようなものがある:
1. 二つの弦が、円の中心から等距離にあるための必要十分条件は、それら弦の長さが等しいことである。
2. 長さの等しい弦を、円の中心から見込む角（中心角）は等しい。
3. 円の中心を通る弦は直径と呼ばれ、その円の最長の弦である。
4. 弦 AB および CD を延長して得られる割線が点 P で交わるならば、それらの長さは AP·PB = CP·PD を満足する（方冪の定理）。

## 楕円の弦
楕円における互いに平行な弦の族が与えられたとき、それら弦の中点はすべて同一直線上にある。

## 弦をもとにした三角法
三角法の初期の段階では弦が手広く用いられていた。知られた最古の三角函数表はヒッパルコスの編纂した弦の数表で、それには7.5°刻みで弦函数の値が書き並べられていた。AD 2世紀に、アレクサンドリアのプトレマイオスは、天文学に関する著書『アルマゲスト』において、より詳細な弦の数表を編纂している（0.5°から180°まで0.5°刻みで値が与えられ、これは円の直径を120として小数点以下60進ふた桁まで正確であった）。

中心角 θ に対する弦; 弦の半分が正弦

弦函数 crd は幾何学的には（図のように）中心角 θ の見込む弦の長さが r⋅crd(θ)（r は半径）となるように定義される。すなわち、弦函数の値 crd(θ) は、中心角 θ によって隔てられた単位円上の二点間を結ぶ弦の長さである。ここでは角度 θ は正の向きに測るものとし、弧度法で区間 0 < θ ≤ π の範囲に入るものと考えている。この元函数 crd をより現代的な正弦函数 sin と関連付けることができる。それには、一点 (1, 0) ともう一つの点 (cos(θ), sin(θ)) を結ぶ弦の長さを三平方の定理を用いて計算すればよい。すると {\displaystyle \operatorname {crd} \theta ={\sqrt {(1-\cos \theta )^{2}+\sin ^{2}\theta }}={\sqrt {2-2\cos \theta }}=2\sin \!{\Bigl (}{\frac {\theta }{2}}{\Bigr )}} を得る。最後の等号は半角公式による。
現代的な三角法が正弦函数に基づいて構築されているのと同様に、古来の三角法はこの弦函数をもとに構築されていた。ヒッパルコスは（いまではもうすべて失われたけれども）12巻にも及ぶ弦についての文献を書き上げたというから、三角法についてはかなりのことが知られていたと考えられる。現代的な三角函数に関するよく知られた恒等式の弦函数版がある:
| 恒等式                                                               | 正弦版                                                                            | 弦版 |
| -------------------------------------------------------------------- | --------------------------------------------------------------------------------- | --- |
| 三平方の定理                                                         | {\displaystyle \sin ^{2}\theta +\cos ^{2}\theta =1}                               | {\displaystyle \operatorname {crd} ^{2}\theta +\operatorname {crd} ^{2}(\pi -\theta )=4}                      |
| 半角公式                                                             | {\displaystyle \sin {\frac {\theta }{2}}=\pm {\sqrt {\frac {1-\cos \theta }{2}}}} | {\displaystyle \operatorname {crd} \ {\frac {\theta }{2}}=\pm {\sqrt {2-\operatorname {crd} (\pi -\theta )}}} |
| 辺心距離 a                                                           | {\displaystyle c=2{\sqrt {r^{2}-a^{2}}}}                                          | {\displaystyle c={\sqrt {D^{2}-4a^{2}}}}                                                                      |
| 中心角 θ                                                             | {\displaystyle c=2r\sin \!{\Big (}{\frac {\theta }{2}}{\Bigr )}}                  | {\displaystyle c={\frac {D}{2}}\operatorname {crd} \theta }                                                   |
| ただし、半径 r（直径 D）の円の中心角 θ が見込む弦の長さを c とする。 |                                                                                   | |

弦函数 crd の逆函数 acrd もまた存在して、逆正弦函数とは {\displaystyle \operatorname {acrd} (y)=2\arcsin \!{\Big (}{\frac {y}{2}}{\Bigr )}} の関係にある。